# Rattenlaus
Die Rattenlaus (Polyplax spinulosa), auch Stachelige Rattenlaus genannt, ist eine Tierlaus, die bei Ratten parasitiert. Die schlanke, gelbbraune Rattenlaus sitzt bevorzugt im Hals-, Schulter und mittleren Körperbereich. Die Adulten sind 1 bis 1,5 mm lang, die Larven 0,4 bis 0,7 mm. Die Fühler haben fünf Glieder, das dritte Segment hat bei Männchen einen spitzen Fortsatz (Apophyse). Augen fehlen. Die thorakale Sternalplatte ist fünfeckig. Das Abdomen hat sieben seitliche Platten (Paratergalplatten) und sieben bis 13 Rückenplatten (Tergite).
Das Weibchen klebt die 0,5 mm langen, bedeckelten Eier an ein Haar dicht oberhalb der Haut. Nach fünf bis sechs Tagen schlüpft die Nymphe über den Deckel und häutet sich insgesamt dreimal bis zum Adultstadium. Die Nymphen ähneln den Adulten, sind aber kleiner, etwas blasser und haben keine Fortpflanzungsorgane. Der gesamte Lebenszyklus dauert 26 Tage. Die Adulten haben eine Lebenserwartung von 28 bis 35 Tagen. Die Übertragung auf andere Tiere erfolgt durch direkten Kontakt.
Der Befall kann zu einer Hautentzündung und einer Anämie führen. Darüber hinaus kann die Rattenlaus als Vektor für verschiedene Krankheitserreger fungieren, beispielsweise für Mycoplasma haemomuris, Rickettsia typhi, Trypanosoma lewisi, Borrelia duttoni und Brucellen.